# Valentina Rastvorova
Valentina Ksenofontovna Rastvorova, coniugata Grišina (in russo Валентина Ксенофонтовна Растворова-Гришина?; Odessa, 17 giugno 1933 – Mosca, 24 agosto 2018), è stata una schermitrice sovietica, vincitrice di una medaglia d'oro e di due d'argento nella scherma ai giochi olimpici.
Era moglie di Boris e madre di Evgenij Grišin.